# Chiesa di Santa Maria Assunta (Rovigo)
La chiesa di Santa Maria Assunta è la parrocchiale di Grignano Polesine, frazione di Rovigo, in provincia di Rovigo e diocesi di Adria-Rovigo; fa parte del vicariato di Rovigo.

## Storia

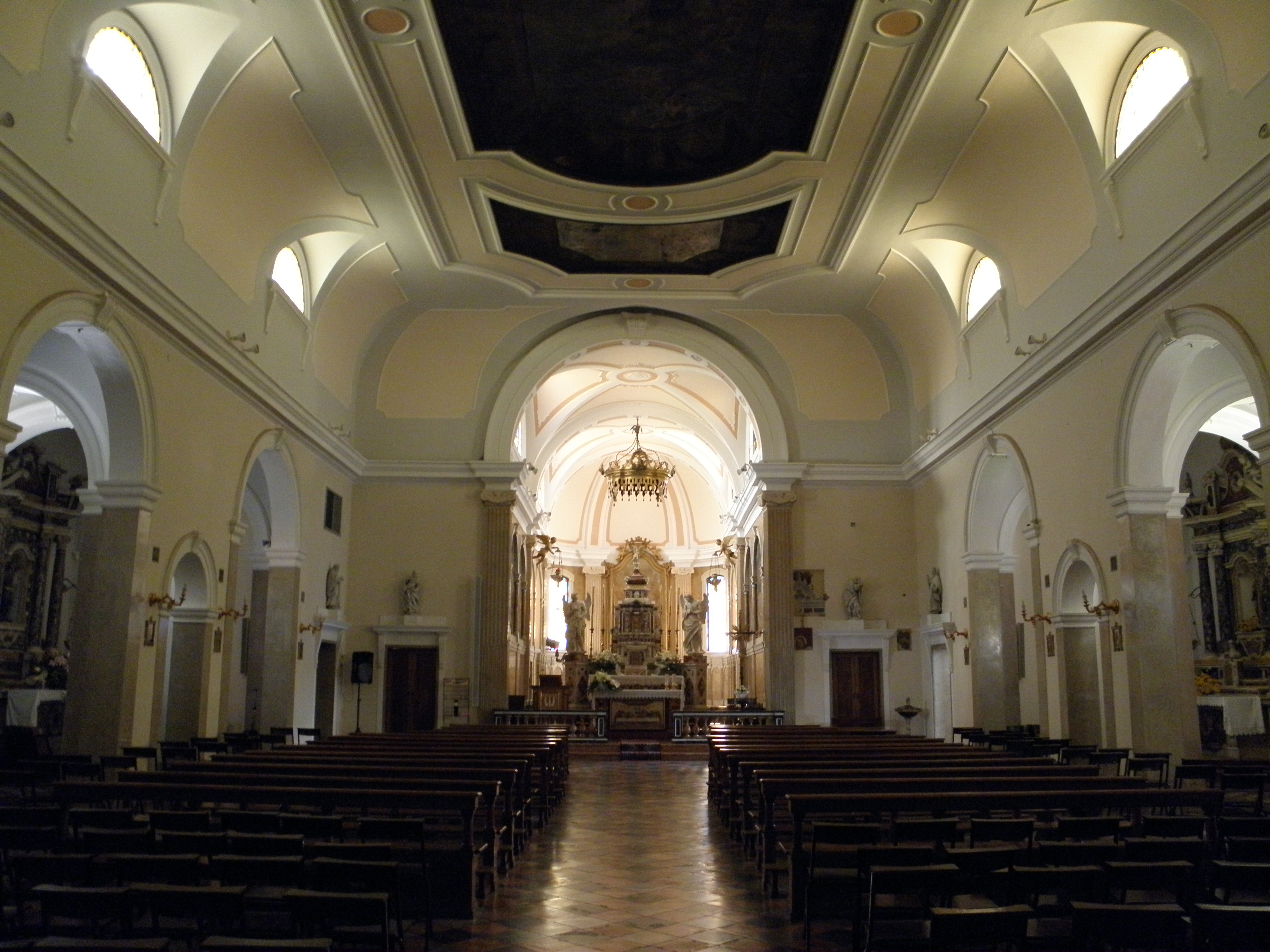
L'interno

La prima chiesa di Grignano fu costruita probabilmente nel XII secolo.
Da un documento del 1217 si apprende che questa chiesa era contesa tra il vescovo d'Adria e l'abate di Pomposa. Dalle relazioni delle visite pastorali del 1544 e del 1547 si viene a sapere che questa era una chiesa ad un'unica navata e con cinque altari; da quella del 1603, invece, che cinque erano gli altari e che, presso la chiesa, sorgevano il campanile, il cimitero e la canonica. Nel 1673 il vescovo Tommaso Retano descrisse la chiesa troppo piccola per soddisfare le esigenze della popolazione del paese. Si decise, dunque, di riedificarla. L'attuale parrocchiale venne edificata nel XVIII secolo e consacrata nel 1773 dal vescovo Arnaldo Speroni degli Alvarotti.
Nel 1859 furono costruite le navate laterali, progettate dal parroco don Giovanni Turri.
Nel 1916 l'edificio venne gravemente danneggiato da un incendio e fu, pertanto, ristrutturato completamente; venne riconsacrato nel 1918.
Nel 1934 fu ristrutturato il coro, nel 1935 la facciata, nel 1959 Battistero ed, infine, nel 1967, la cappella invernale.